# Sabal causiarum
Sabal causiarum es una especie de palmera originaria de islas del Caribe presente en La Española, Puerto Rico y British Virgin Islands. Entre sus nombres comunes están: palma de sombrero, palma cana, palma de escoba, guano y guano cano.

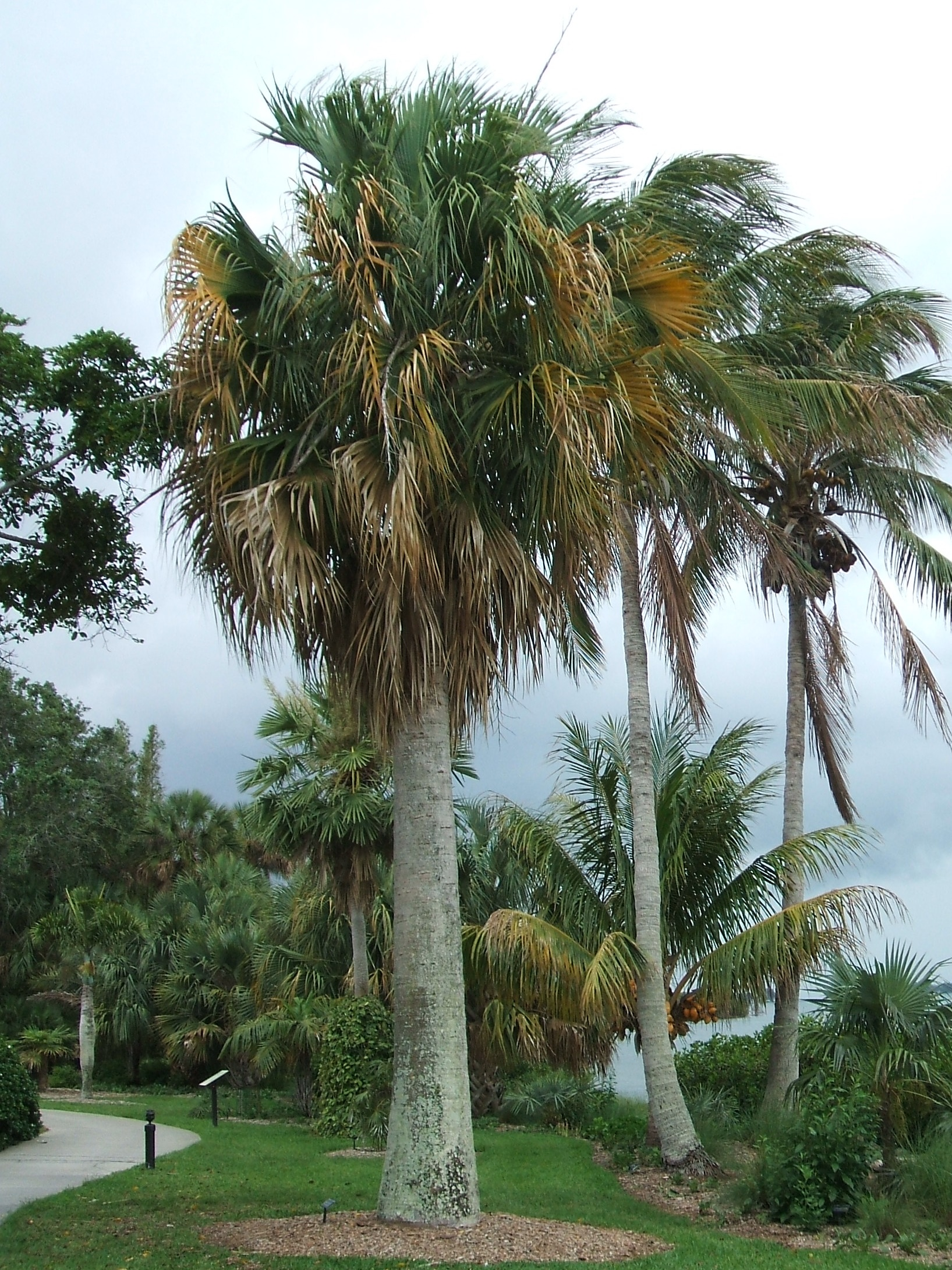
Sabal causiarum at Marie Selby Botanical Gardens, Sarasota, Florida, Estados Unidos

## Descripción
Sabal causiarum es una palmera con un tallo solitario, muy fuerte, que alcanza un tamaño de hasta 10 metros de altura y 35-70 centímetros de diámetro. Las plantas tienen 20-30 hojas, cada una con 60-120 foliolos. Las inflorescencias son ramificadas, arqueadas o colgantes, son más largas que las hojas,y globosas con frutas de color negro. Los frutos son de 0.7-1.1 centímetros de diámetro, el tamaño y forma del fruto son las características principales por las que esta especie se diferencia de Sabal domingensis.
La palma cana tiene la particularidad de que sus hojas se secan y permanecen adheridas a su tronco. Ese proceso se denomina marcesencia. De ahí, que sirven de refugio a diversos insectos y especialmente a las aves que la tomen de nido.

## Distribución
Sabal causiarum no es nada exigente respecto a la calidad de los suelos; tolera la sequía y el encharcamiento. Esta palmera se encuentra en el suroeste de Haití y el este de República Dominicana, Puerto Rico y las islas de Anegada y Guana en las Islas Vírgenes Británicas entre el nivel del mar y los 100 metros sobre el nivel del mar. 

## Usos
Como se refleja tanto en los nombres comunes y científicos de la especie, las hojas de Sabal causiarum se utilizan en la fabricación de sombreros, que es uno uso típico en Puerto Rico. En 1901 Orator F. Cook describió una industria del sombrero centrada en el pueblo de Joyuda en Cabo Rojo, donde hacían "grandes cantidades" de sombreros de las hojas de esta especie. Las hojas de las especies también se utilizan para hacer cestas, esteras y hamacas. También se planta como árbol ornamental, debido a su "apariencia masiva y majestuosa". 

## Taxonomía
Sabal causiarum fue descrita por (O.F.Cook) Becc. y publicado en Webbia 2: 71. 1907.
Etimología
Sabal: nombre genérico de origen desconocido, quizás basado en un nombre vernáculo.
causiarum: epíteto latino que significa "de los sombreros", la palabra latina se refiere a "un sombrero de ala ancha macedonio".
Sinonimia
- Inodes causiarum O.F.Cook basónimo
- Inodes glauca Dammer
- Sabal haitensis Becc. ex Martelli
- Sabal questeliana L.H.Bailey[8][9]